# Ghiacciaio Zeller
Il ghiacciaio Zeller è un ghiacciaio lungo circa 16 km situato nella regione meridionale della Terra di Oates, nell'Antartide orientale. Il ghiacciaio, il cui punto più alto si trova a circa 2200 m s.l.m., si trova nell'entroterra della costa di Shackleton e ha origine dal versante nord-occidentale dei monti Churchill, da cui fluisce verso nord-ovest, scorrendo lungo il versante orientale del monte Fries, fino a unire il proprio flusso, a cui lungo il percorso si è unito quello del ghiacciaio Sennet, a quello del ghiacciaio Byrd.

## Storia
Il ghiacciaio Zeller è stato mappato da membri dello United States Geological Survey (USGS) grazie a fotografie aeree scattate dalla marina militare statunitense (USN) nel periodo 1960-62, e così battezzato dal Comitato consultivo dei nomi antartici in onore di Edward J. Zeller, un geologo di stanza alla stazione McMurdo nelle stagioni 1959-60 e 1960-61.